# 龙颈镇
龙颈镇，是中华人民共和国广东省清远市清新区下辖的一个乡镇级行政单位。2020年人口51367人。

## 行政区划
龙颈镇下辖以下地区：
龙颈社区、石马社区、南冲社区、石坎社区、军营村、龙北村、石崇村、共和村、西坑村、头巾村、珠坑村、石岗村、南田村、石马迳口村、西潭村、塘坑村、石马村、布田村、板潭村、白石村、平岗村、水口村、镇平村、白芒村、回新村、粉洞村、旺洞村、石东村、黄岗村、五星村、立坑村、红立村、南星村、河东村、佛市村、中洲村、龙东村、建星村、车头村和河洞村。

## 中国传统村落
2013年8月，凤塱村被评为第二批中国传统村落。